# Кипарисова гілка
Кипарисова гілка (англ. Cypress Edge) — американський трилер 1999 року.

## Сюжет
Дочка сенатора МакКеммона вчинила самогубство у себе вдома в день третьої річниці самогубства своєї матері, — так повідомляють у випуску новин. Але це лише офіційна версія, яка не відповідає дійсності. Дочку сенатора застрелив незнайомець у карнавальному костюмі і масці, він виконував чиєсь замовлення. Колишній чоловік убитої починає власне розслідування.

## У ролях
| Актор            | Роль               |
| ---------------- | ------------------ |
| Деміан Чапа      | Б'ю МакКеммон      |
| Ешлі Лоуренс     | Бріттані Траммел   |
| Род Стайгер      | Вудро МакКеммон    |
| Бред Дуріф       | Колін МакКеммон    |
| Чарльз Неп'єр    | детектив О'Рейлі   |
| Кул Мо Ді        | агент Армстронг    |
| Віллі Девілль    | Альфред Ваксман    |
| Кріс Шоу         | агент Край         |
| Ленор Бенкс      | Грета              |
| Джемі Андерсон   | Шелбі МакКеммон    |
| Стокер Фонтельє  | Гарольд            |
| Пітер Габб       | Хемінгуей          |
| Ронні Стьютс     | сенатор Ферріс     |
| Міріам Вільямс   | жриця              |
| Кімберлі Робертс | Мерлін МакКеммон   |
| Рамона Тайлер    | Елеонора МакКеммон |
| Р.Дж. О'Нілл     | молодий Б'ю        |
| Фредерік Льюїс   | міністр            |
| Лу Патрік        | Етан МакКеммон     |
| Бенфорд Девіс    | охоронець          |
| Сенді Берд       | Елейн Фонтана      |